# Darja Alexandrowna Schukowa

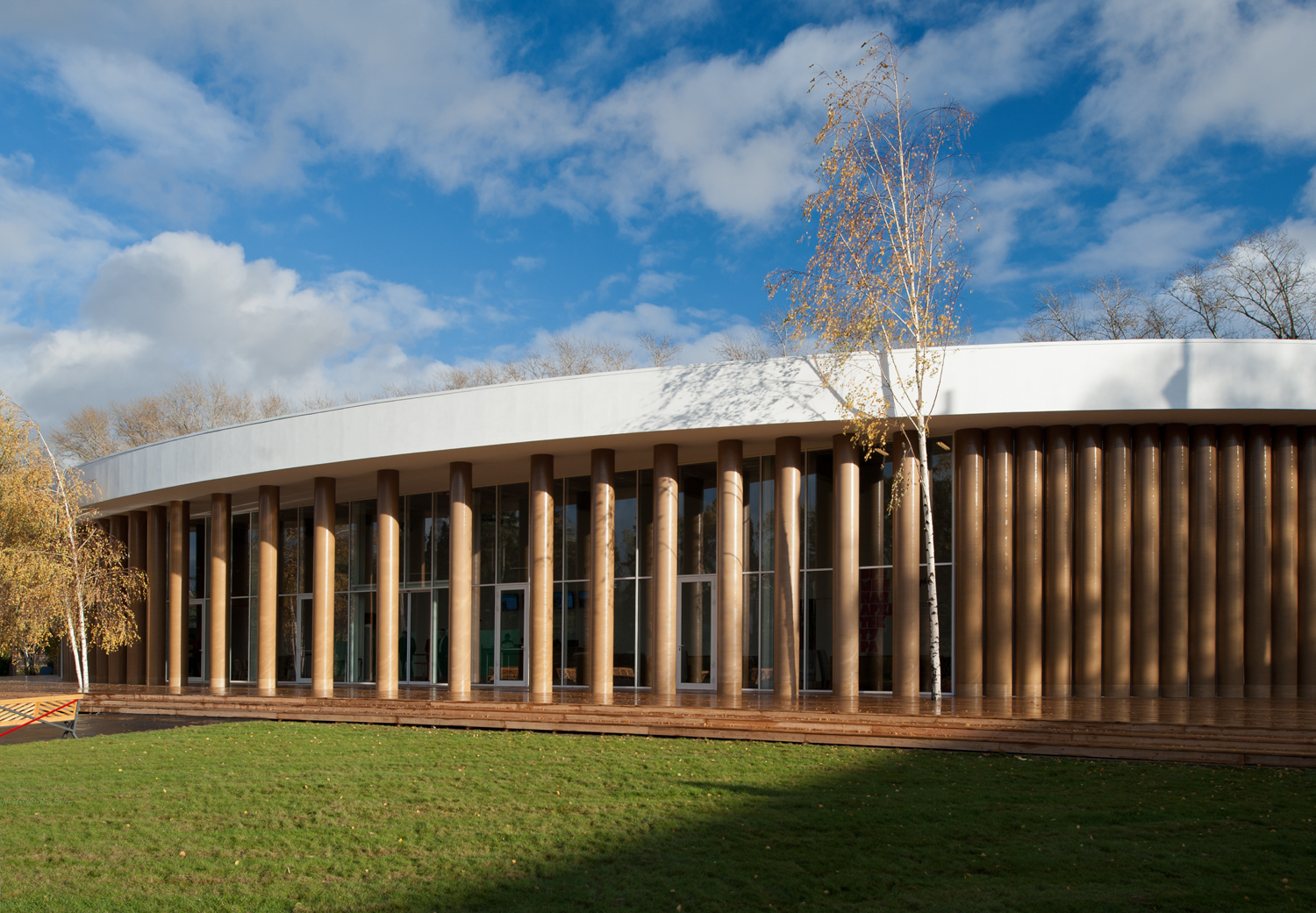
Schukowas Museum Art Garage im Moskauer Gorki-Park

Darja Alexandrowna Schukowa (russisch Да́рья Алекса́ндровна Жу́кова; Diminutiv Dascha, russisch Даша; englisch Darya (Dasha) Zhukova; * 8. Juni 1981 in Moskau) ist eine russische Kunstmäzenin, Modedesignerin, Medienunternehmerin und ehemalige Partnerin des Oligarchen Roman Abramowitsch.

## Lebenslauf
Dascha Schukowa wurde als die Tochter eines Ölhändlers und einer Molekularbiologin geboren. Sie studierte zunächst Medizin an einer Universität in Kalifornien, dann Homöopathie am College of Naturopathic Medicine in London. 2009 wurde sie Chefredakteurin des Magazins „Pop“, verließ die Redaktion aber nach drei Ausgaben wieder. 2011 gründete sie das Garage-Magazin. 2008 eröffnete sie das größte private Kunstmuseum Garage (Garage Museum of Contemporary Art) in Moskau. Mit ihrer Freundin Christina gründete sie das Luxuslabel Kova&T. Gemeinsam mit Wendi Murdoch war sie Gastgeberin der Art Basel Miami Beach 2012.

## Privatleben
Dascha Schukowa lebte mit ihrem Partner, dem Oligarchen Roman Abramowitsch und ihren beiden Kindern in Moskau. Das erste gemeinsame Kind der beiden wurde 2009 in Los Angeles geboren. 2013 kam ihr zweites Kind in New York zur Welt. Im August 2017 gab das Ehepaar seine Trennung bekannt. Im Oktober 2019 heiratete sie den Reedereierben Stavros Niarchos im engsten Familienkreis, im Januar 2020 folgte die Erneuerung des Jaworts in St. Moritz.